# Metachelifer dubosqui
Metachelifer dubosqui es una especie de arácnido del orden Pseudoscorpionida de la familia Cheliferidae.

## Distribución geográfica
Se encuentra en el sudeste de Asia.